# 古希臘天文學

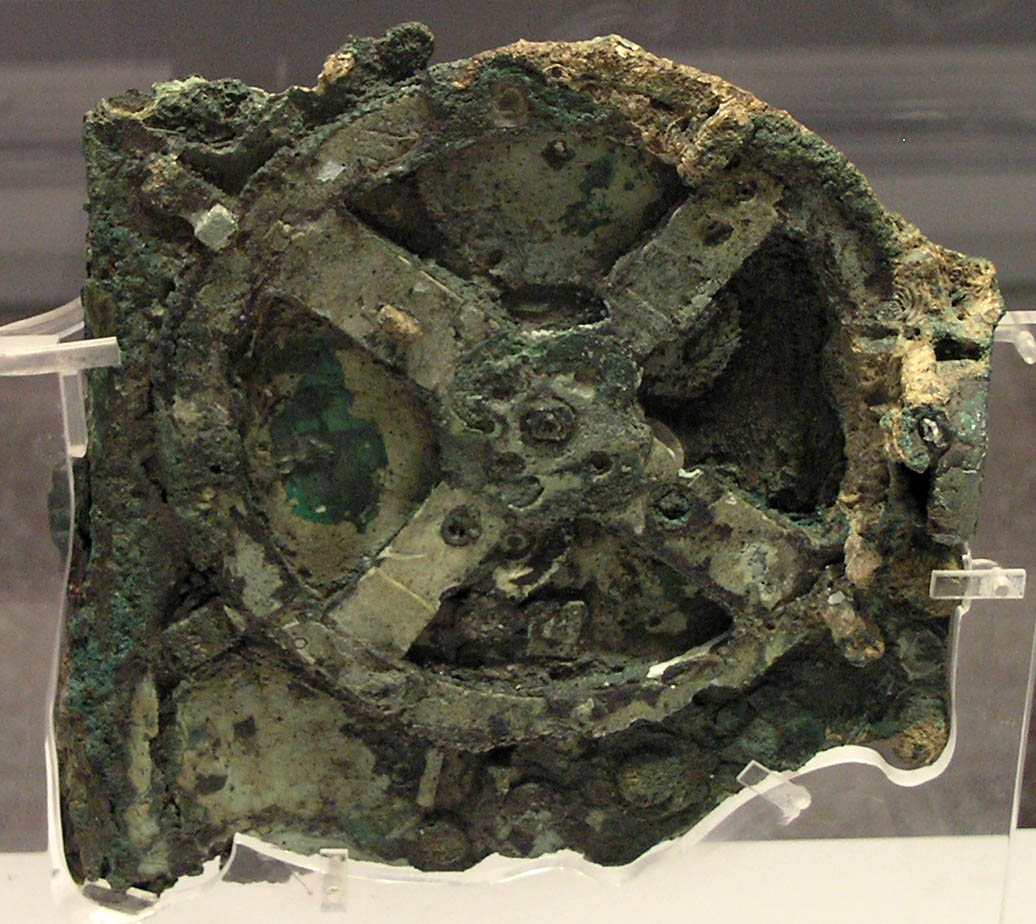
安提基特拉机械是制造于公元前 150 至 100 年一种用于计算天体位置的模拟计算机

古希腊天文学是指古典时期用希腊语记录的天文学，涵盖古典希腊时期、希腊化时期、希腊罗马时期、古典时代晚期等时期的天文学。它不局限于地理上的希腊或种族上的希腊人，因为在亚历山大大帝的南征北战之后，希腊语已经成为希腊化世界学术界的通用语言。这一时期的希腊天文学又被称为希腊化天文学，而希腊化时期之前的希腊天文学则被称为古典希腊天文学。在希腊化和罗马时期，许多追随希腊传统的希腊和非希腊天文学家都曾在托勒密埃及的缪塞昂和亚历山大图书馆进行过研究。
古典希腊和希腊化时期天文学家发展的天文学被历史学家认为是天文学史上的一个重要时期。古希腊天文学从一开始就以寻求天象的理性、物理的解释为特征。北天的多数星座以及很多恒星、行星和小行星的名称都来源于古希腊天文学。古希腊天文学主要受到巴比伦天文学的影响，也部分受到埃及天文学的影响；其本身则影响了印度天文学、阿拉伯伊斯兰天文学和西欧天文学。

## 古风时代的天文学
关于可以辨别的恒星和星座的记载早在现存最早的古希腊文学作品——荷马和赫西俄德的作品中就出现了。在《伊利亚特》和《奥德赛》中，荷马提到了这些天体：
- 牧夫座
- 毕星团
- 猎户座
- 昴星团
- 天狼星
- 大犬座

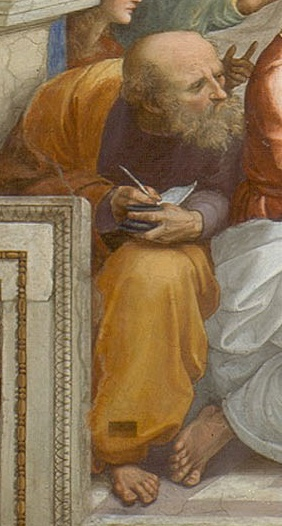
阿那克西曼德

活跃于公元前七世纪的赫西俄德则在《工作与时日》中提及了大角星。尽管荷马和赫西俄德的作品本身并不是科学著作，它们传达了一种原始的宇宙学——平坦的大地被一条大洋河所包围。一些恒星会升起和落下（从古希腊人的观点来看，落下即是消失在海洋中）；而其它恒星则是不落的。根据一年中时候的不同，有些恒星会在日出或日落的时候升起或落下。
公元前五、六世纪的前苏格拉底哲学中关于宇宙的推测相当普遍。阿那克西曼德（约前 610—前 546）描述了一个悬在宇宙中心、被火圈包围的圆柱形大地。毕达哥拉斯学派的菲洛劳斯（约前 480—前 405）认为宇宙由恒星、行星、太阳、月亮、大地和对地等十个围绕一团看不见的中心火焰旋转的天体组成。这些观点表明公元前五、六世纪的古希腊人已经认识到行星的存在，并且对宇宙的结构进行了推测。

### 早期古希腊天文学中的行星
西方语言中“行星”这个名称来源于希腊语（转写成拉丁字母即是“planētēs”），意思是“漫游者”。行星被称为“漫游者”的原因是古代天文学家注意到它们在天空中移动的轨迹相对于其他天体有所不同。水星、金星、火星、木星、土星这五颗行星可以裸眼观察到；有时候太阳和月亮也被归类成裸眼行星。由于行星在接近太阳时时常会被太阳的光芒掩盖，要识别出全部五颗行星需要进行仔细的观察。金星的观察就是这样一个例子。早期的古希腊人认为在傍晚和清晨出现的金星分别是两个不同的天体，直到毕达哥拉斯发现它们其实是同一个行星。
古希腊人用希腊神话中的人物为行星命名，罗马神话中对应的人物名字则是现在英语中各个行星的名字的基础。

## 历法
许多古代历法都以太阳或月亮的运行周期为基础。古希腊历法中也包含这两个周期。然而，同时基于太阳和月亮的周期的阴阳历并不容易编制。一些古希腊天文学家创造出了基于食的周期的历法。

## 欧多克斯天文学
在古典希腊，天文学是数学的一个分支，天文学家的研究目的是创造可以模拟天体运动现象的几何模型。这个传统始于毕达哥拉斯学派。毕达哥拉斯学派将天文和算术、几何、音乐并举为四种数学技艺。后来由这四种技艺组成的数学研究就被称为“四艺”。
尽管不是一位创造性的数学家，柏拉图（前 427—前 347）在《理想国》中将四艺作为哲学教育的基础。他鼓励了比他更年轻的数学家欧多克斯（约前 410—约前 347）去发展一套古希腊的天文学体系。现代科学史家大卫·林德伯格说道：
“在他们的工作成果中我们可以看到：(1) 关注的重点从恒星转向行星，(2) “双球模型”这种几何模型被创造出来用以表示恒星和行星现象，(3) 统领用以解释行星观测的理论的准则被建立起来。”
双球模型是一个地心说模型。它把宇宙分成两个区域：
- 处于中心、静止不动的地球
- 多个由以太组成、围绕地球旋转的球体构成的球形天空

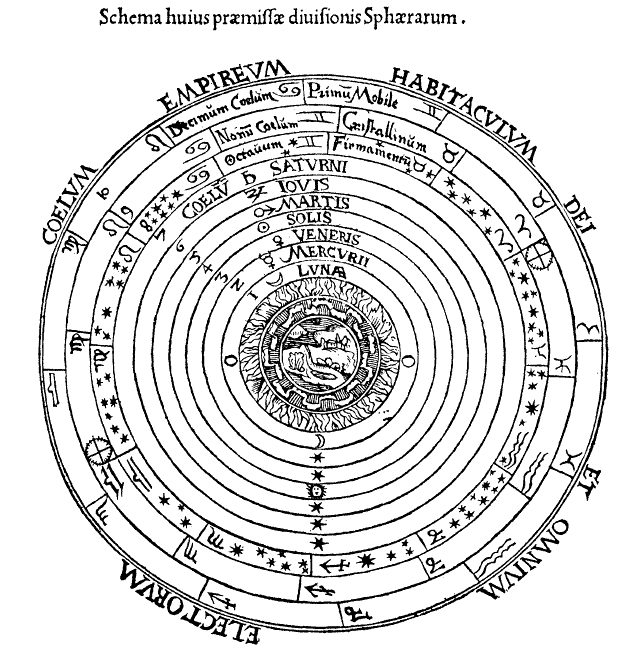
文艺复兴时期描绘双球模型的木刻画

柏拉图关于宇宙学的主要著作是《蒂迈欧篇》和《理想国》。在这两部作品中，他描述了双球模型，并说有八个球体搬运着七个行星和恒星。他按从地球从近到远的顺序把天体排列成：
1. 月亮
2. 太阳
3. 金星
4. 水星
5. 火星
6. 木星
7. 土星
8. 恒星

根据《理想国》中的“伊尔神话”，宇宙就是，由塞壬掌管、被统称为摩伊赖或命运三女神的必然女神的三个女儿旋转的“必然”的纺锤。
根据辛普利丘斯（公元 6 世纪）讲述的一个故事，柏拉图向同时代的古希腊数学家提出了一个问题：“行星的视运动可以通过假设怎样的均匀、有序运动来解释？”。柏拉图提出，行星表面上的不规则运动可以通过以球形大地为中心的匀速圆周运动的组合来解释。这在公元 4 世纪是一个新颖的观点。
欧多克斯对柏拉图的问题的解答是为每个行星指定一组同心球。通过倾斜球体的旋转轴，为每个球指定不同的旋转周期，欧多克斯得以逼近天体的“出没”。这使得他成为尝试给出行星运动的数学描述的第一人。他关于行星的著作《论速度》的主要思想可在亚里士多德的《形而上学》（第七章第 8 节）以及辛普利丘斯对亚里士多德的另一部著作《论天》的一部评著中得以一瞥。由于欧多克斯的著作都已失传，人们对他的认识都来自二次文献。阿拉托斯关于天文学的诗作即是基于欧多克斯的成果；西奥多修斯的《球面几何学》可能亦是如是。这说明欧多克斯的工作除行星运动外对球面天文学亦有涉猎。
公元 4 世纪的古希腊天文学家卡利普斯在欧多克斯的 27 个球体（26 个属于行星，1 个属于恒星）之外又添加了 7 个球体。亚里士多德描述了欧多克斯和卡利普斯的同心球体系，但是认为每组同心球中需要加入额外的球体来抵消外层球体的运动。亚里士多德的动机是对同心球体系的物理本质的考量：如果没有这些额外的球体，外层球体的运动就会被转移到内层球体上。

## 希腊化天文学

### 行星模型和观测天文学
欧多克斯的同心球体系有几个重要的缺陷。第一，它不能精确地预测行星运动。卡利普斯的工作可能就是修正这项缺陷的一次尝试。第二，它不能解释行星视运动中的速度变化。第三，它不能解释在地球上看到的行星亮度的变化，因为欧多克斯的球体是同心的，行星和地球之间的距离是不变的。这个问题在古典希腊时期就已被奥托吕科斯（约前 310 年）指出。
针对这些缺陷，阿波罗尼奥斯（约前 262—约前 190）提出了两种新机制使得行星的距离和速度都可以变化：偏心圆（偏心本轮）模型和本轮—均轮模型。本轮是一个运载行星围绕地球运动的圆。（“本轮”一词来源于拉丁语“ferro”、“ferre”，意即“搬运”。）偏心本轮即是中心稍微偏离地球的本轮。在本轮—均轮模型中，本轮运载一个较小的圆形均轮，均轮本身则运载行星。阿波罗尼奥斯定理证明，本轮—均轮模型可以模拟偏心圆模型。本轮—均轮模型还可以解释逆行，即行星相对黄道的视运动在一段短时间内方向逆转。现在天文史学家已经确定欧多克斯的模型只能粗略地近似部分行星的逆行，其它行星的逆行则完全不能解释。
公元前 2 世纪，喜帕恰斯在得知巴比伦天文学家可以精确地预测行星的运动之后，认为古希腊天文学家也应达到同样的水平。他根据巴比伦的观测或预测记录创造了更好的行星运动的几何模型。对于太阳，他根据对昼夜平分点的观测使用了一个简单的偏心轮模型。这使得他可以解释太阳运动速度和季节长短的变化。对于月亮，他使用了一个本轮—均轮模型。对于其他的行星，他未能给出精确的模型，比且批评其他古希腊天文学家创造了不精确的模型。
喜帕恰斯也编织了一份星表。根据老普林尼，喜帕恰斯还观测到了一颗新星。为了使后世可以知道星体的出现、消失、移动以及亮度变化，他记录星体的位置和亮度。托勒密把这份星表和喜帕恰斯发现岁差联系起来。（岁差即是由地球自转轴的偏移导致的昼夜平分点沿黄道的缓慢移动。）喜帕恰斯认为岁差是由运载恒星的球体的运动导致的。

### 日心说和宇宙尺度
公元前 3 世纪，阿里斯塔克斯提出了另外一种宇宙学——一个太阳系的日心说模型，把太阳而非地球放置在已知宇宙的中心（因此有时他也被称为“古希腊的哥白尼”）。但他的天文学观点并不被广泛接受，只有少数简略的描述流传下来。现在人们知道阿里斯塔克斯的一个追随者是塞琉古。
阿里斯塔克斯撰写了《论日月的大小和距离》，这是他唯一一部传世著作。在书中，他计算了太阳和月亮的大小以及以地球半径为单位的它们和地球之间的距离。之后不久，埃拉托斯特尼计算了地球的大小，为阿里斯塔克斯的计算结果提供具体的数据。喜帕恰斯撰写了另外一部《论日月的大小和距离》，但已失传。阿里斯塔克斯和喜帕恰斯都低估了太阳和地球之间的距离。

## 希腊古典时期和古典时代晚期的天文学
喜帕恰斯被认为是古希腊最重要的天文学家之一，因为他把精确预测的观念引入了天文学。他也是托勒密之前最后一位具有创新性的天文学家。托勒密是公元 2 世纪在罗马埃及的亞歷山卓工作的一位数学家。他的天文学和占星学著作包括《天文学大成》《行星假说》《四书》《实用天文表》《坎努帕斯碑文》等等。

### 托勒密天文学
《天文学大成》是西方天文学史上最具影响力的著作之一。在书中，托勒密通过引入一个新的数学工具——偏心匀速点——解释了行星运动的预测方法，这是喜帕恰斯所未能做到的。《天文学大成》是一部系统性的天文学论著，综合了许多前人的地理、模型和观测结果。这可能正是使得它得以流传下来，而不像其他专门性著作一样被忽视和失传的原因。托勒密把各个行星按顺序排列成：
1. 月亮
2. 水星
3. 金星
4. 太阳
5. 火星
6. 木星
7. 土星
8. 恒星

这个顺序在被日心说体系和第谷体系取代之前一直是天文学的标准观点。
托勒密对其他数学家的成果的依赖程度，尤其是喜帕恰斯星表的使用，自 19 世纪以来一直是一个有争议的问题。 Robert R. Newton 在 1970 年代提出了一个特别具争议性的观点。在《The Crime of Claudius Ptolemy》一书中，他声称托勒密伪造了观测结果，并把喜帕恰斯编制星表的工作成果据为己有。但是，Newton 的观点并不为多数天文史学家所接受。
古典时期晚期的一些数学家为《天文学大成》撰写了评注，这其中包括帕波斯、赛翁以及他的女儿希帕提娅。托勒密天文学一直是中世纪西欧和伊斯兰天文学的标准学说，直到在 16 世纪之前被马拉格、日心说、第谷等学说体系取代为止。但是，最近发现的一些手稿显示古典时期的希腊占星学家仍然用托勒密体系以前的方法进行计算。

## 对印度天文学的影响
早在公元前 3 世纪，希腊化天文学已经在印度附近的希腊—巴克特利亚王国的阿伊·哈努姆城得到实践。在当地进行的考古发掘已经发现了数个日晷，包括一个根据邬阇衍那城的纬度校正的赤道日晷。希腊人与孔雀帝国的多次接触以及后来印度—希腊王国扩张至印度境内都表明这一时期可能发生了知识传播。
数部希腊罗马时期的占星学著作在公元后的前几个世纪已经传入印度。公元 2 世纪，Yavaneśvara 在西郡太守的塞克族国王鲁陀罗达曼一世的资助下从希腊语翻译了梵文的《希腊人的占星术》。鲁陀罗达曼一世在位时的国都邬阇衍那“成为了印度天文学家的格林尼治、阿拉伯以及拉丁天文学著作的世界中心，因为正是鲁陀罗达曼一世和他的继任者们促进了希腊占星学和天文学在印度的传播”。
后来在 6 世纪，伐罗诃密希罗在《五大曆数全书汇编》中收录了《罗马伽悉檀多》和《普利沙悉檀多》，两部基于罗马和希腊天文学的历数书。伐罗诃密希罗在《广集》中写道：“希腊人虽然不纯洁，但是必须受到尊敬，因为他们钻研科学，并因而超越了其它的民族。”《伽嘎赞》中也有类似记载：“希腊人是野蛮人，但是天文学起源于他们，因此必须像神一样崇拜他们。”

## 脚注
1. ↑  Krafft, Fritz. . Cancik, Hubert; Schneider, Helmuth  (编). . 2009.
2. ↑  Thurston 1994，第2頁.
3. ↑  Lindberg 2010, p. 86 （页面存档备份，存于）: "In their work we find (1) a shift from stellar to planetary concerns, (2) the creation of a geometrical model, the "two-sphere model," for the representation of stellar and planetary phenomena, and (3) the establishment of criteria governing theories designed to account for planetary observations"
4. ↑  Lloyd 1970，第84頁.
5. ↑  Aaboe 2001.
6. ↑  Cambon, Pierre; Jarrige, Jean-François; Bernard, Paul; Schiltz, Véronique. . Paris: Musée national des arts asiatiques-Guimet, Réunion des musées nationaux. 2006: 269. Les influences de l'astronomie grecques sur l'astronomie indienne auraient pu commencer de se manifester plus tot qu'on ne le pensait, des l'epoque Hellenistique en fait, par l'intermediaire des colonies grecques des Greco-Bactriens et Indo-Grecs.
7. ↑  Pingree, David. . Isis (University of Chicago Press). Jun 1963, 54 (2): 229–246.